# Barrage de Castaic
Le barrage Castaic est un barrage en remblai dans le nord du comté de Los Angeles, en Californie, près de la zone non constituée en association de Castaic. Bien que situé sur Castaic Creek, un affluent majeur de la rivière Santa Clara, Castaic Creek fournit peu de son eau. Le lac est le terminus de la branche ouest de l'aqueduc de Californie, qui fait partie du State Water Project. Le barrage fut construit par le Département des ressources en eau de Californie et la construction fut achevée en 1973. Le lac a une capacité de 401 000 000 m3 et stocke l'eau potable pour la partie ouest de la région du Grand Los Angeles .

## Dimensions
Castaic est un barrage en terre dont les surfaces sont couvertes de rochers et de galets pour éviter l'érosion. Le barrage atteint 340 pieds (103,632 m) au-dessus du lit du cours d'eau, 425 pieds (129,54 m) au-dessus des fondations, et 5 200 pieds (1 584,96 m) de long, incorporant 34 000 000 m3   de matériau. L'épaisseur maximale de la base est de 2 350 pieds (716,28 m) . Les eaux de crue sont libérées par un déversoir de trop-plein en béton non fermé sur le côté ouest du barrage, se déversant dans un bassin de tranquillisation appelé Castaic Lagoon (familièrement appelé le « lac inférieur », tandis que le plus grand lac Castaic est appelé « lac supérieur » ). La capacité totale de stockage de Castaic Lake est de 401 000 000 m3 , dont 38 000 000 m3 est considéré comme une capacité active et 363 000 000 m3 sont considérés comme inactifs . La capacité inactive n'est utilisée que pendant les périodes de sécheresse prolongée ou de distribution d'eau interrompue, le plus récemment en 2014. À une élévation d'eau maximale de 1 515 pi (462 m) AMSL, le lac couvre 2 235 acres (904 hectares), avec 29 milles (47 kilomètres) de rivage. Le lagon Castaic, beaucoup plus petit, peut contenir 363 000 000 m3   et couvre 200 acres (81 hectares) .

## Opérations

### Approvisionnement en eau
Le lac Castaic est le plus bas et le plus grand des deux principaux réservoirs de stockage de la branche ouest de l'aqueduc de Californie. L'eau tirée du delta de la rivière Sacramento-San Joaquin est transportée dans la vallée de San Joaquin via l'aqueduc de Californie et pompée sur les montagnes Tehachapi, où elle se divise en la branche est - fournissant de l'eau pour Riverside et San Bernardino et l'est des comtés de Los Angeles - et la branche ouest, qui approvisionne l'ouest de Los Angeles et certaines parties du comté de Ventura. La branche ouest entre d'abord dans le Pyramid Lake, formé par le Pyramid Dam, avant de parcourir les7,2 milles (12 kilomètres) tunnel Angeles jusqu'à l'extrémité supérieure du lac Castaic. Ensemble, les deux réservoirs peuvent stocker 623 000 000 m3; soit environ un an d'approvisionnement en eau. Pendant les opérations normales, Castaic Lake sert de réservoir de régulation pour l'eau fournie par l'aqueduc de Californie, la libérant en période de pointe. Cependant, le barrage et le lac furent également construits pour fournir une piscine de « stockage d'urgence » qui dans laquelle on pouvait prélever si les livraisons d'eau du nord de la Californie étaient interrompues, que ce soit en raison de travaux de construction, d'un dysfonctionnement de l'équipement ou en cas de sécheresse grave.

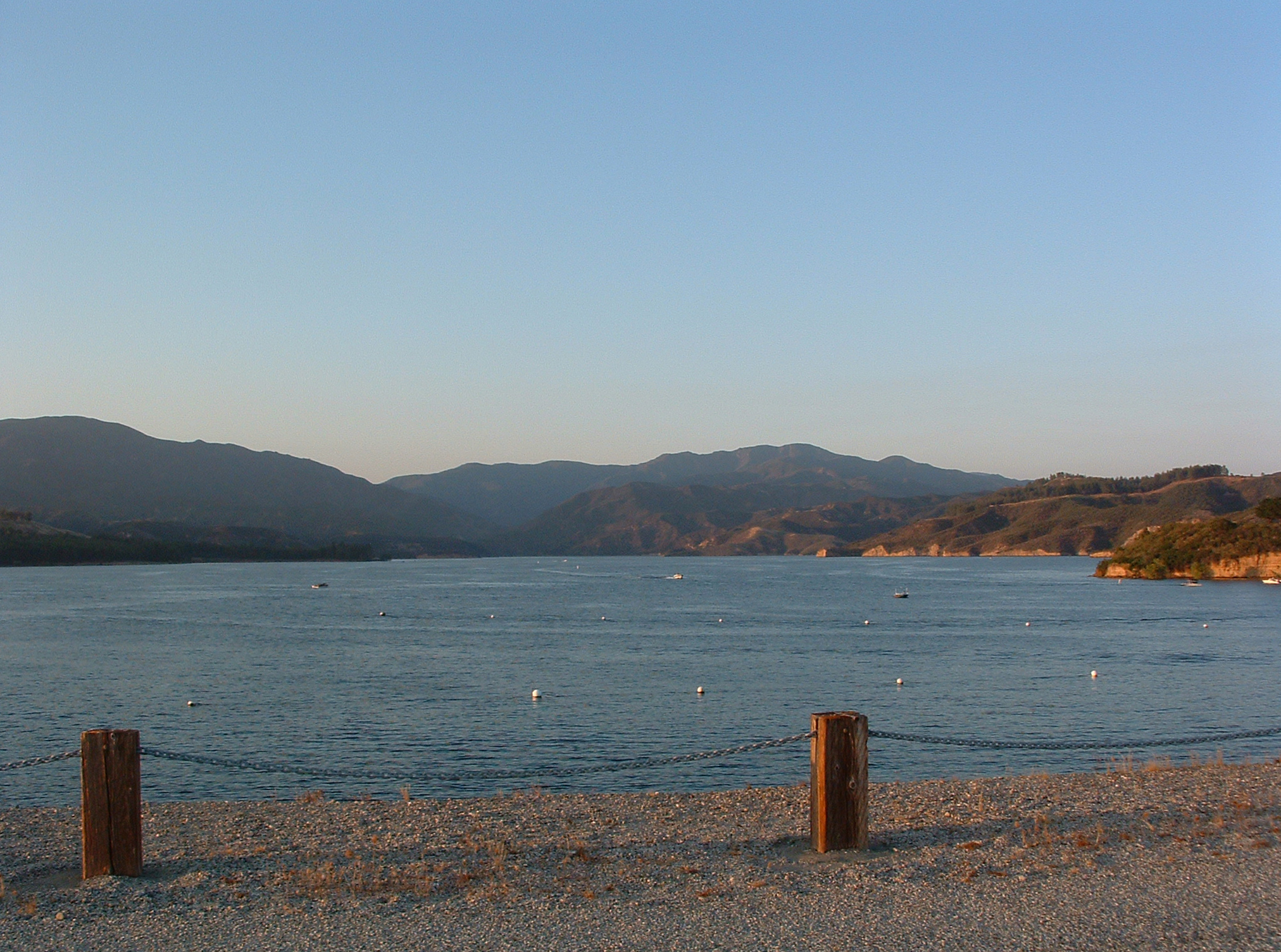
Lac Castaic.

Sous le barrage, la majorité de l'eau s'écoule vers Los Angeles via un système connu sous le nom de Foothill Feeder, exploité par le Metropolitan Water District of Southern California. L'eau parcourt environ 32 km vers le sud, via un pipeline de5,11 m  diamètre, à l'usine de filtration de Jensen près de San Fernando, où il se connecte au réseau d'eau municipal. Le tuyau en béton précontraint principalement souterrain a des murs de près de 4 pieds (1,2192 m) d’épaisseur. L'eau du Foothill Feeder est stockée dans le plus petit réservoir de Los Angeles dans la vallée de San Fernando. L'eau continue vers le sud, via le  Sepulveda Feeder, de 72 km, qui fournit de l'eau à Los Angeles proprement dite et à d'autres municipalités du sud de Los Angeles ainsi que les comtés d'Orange. Les principales agences de l'eau clientes sont lCentral Basin Municipal Water District, West Basin Municipal District, et Municipal Water District of Orange County. Jusqu'à 12 millions de personnes dans ces régions reçoivent leur approvisionnement en eau complet ou supplémentaire du lac Castaic et du système d'alimentation,.
Une plus petite partie de l'approvisionnement en eau est distribuée par la Castaic Lake Water Agency. La zone de service couvre environ 510 km2 dans les comtés de Ventura et du nord de Los Angeles, fournissant de l'eau à environ 287 000 personnes. Les principaux constituants de l'agence comprennent le district n°36 des ouvrages hydrauliques du comté de Los Angeles, le district des eaux du comté de Newhall, la division des eaux de Santa Clara et la Valencia Water Company.

### Production d'énergie
La centrale hydroélectrique Foothill Feeder de 11 MW est située à la base du barrage et produit de l'électricité lorsque l'eau est nécessaire à Los Angeles. En 2009, l'usine Foothill Feeder a produit 49 millions de kilowattheures (KWh) .
L'usine de pompage-stockage de 1 495 MW (nominal) de Castaic est située à l'extrémité supérieure du bras ouest du lac Castaic. Le barrage Elderberry Forebay sépare le bras supérieur du reste du lac Castaic, maintenant un petit bassin pour la production d'électricité appelé Elderberry Forebay, servant de réservoir inférieur de l'opération de stockage par pompage. Pyramid Lake, situé à 11,6 km à l'ouest, sert de bassin supérieur. Lorsque la demande d'électricité est élevée, généralement l'après-midi, l'eau est retirée du lac Pyramid et rejetée dans le lac Castaic. La nuit, lorsque la demande est faible, l'eau est réinjectée dans Pyramid Lake. La vente d'électricité de pointe réduit les coûts d'électricité globaux du Department of Water Resources pour l'exploitation de l'aqueduc de Californie .
En 2009, l'usine de pompage-stockage de Castaic a généré un net de 465 millions de KWh.

### Sécurité
En raison de vulnérabilités sismiques, le barrage a l'une des cotes de sécurité les plus basses du comté de Los Angeles.

## Voir également
- Liste des barrages et réservoirs en Californie
- Liste des centrales électriques en Californie
- Liste des plus hauts barrages des États-Unis